# Aeroportul Internațional Andros Town
Aeroportul Internațional Andros Town (IATA: ASD, ICAO: MYAF) este un aeroport din Bahamas ce deservește zona Andros Town. A fost numit după zona deservită.
Situat la o altitudine de 2 m, aeroportul dispune de 1 pistă.

## Infrastructură

### Piste
Aeroportul dispune de o singură pistă. Pista are orientarea 09/27. 